# 総合科学技術・イノベーション会議

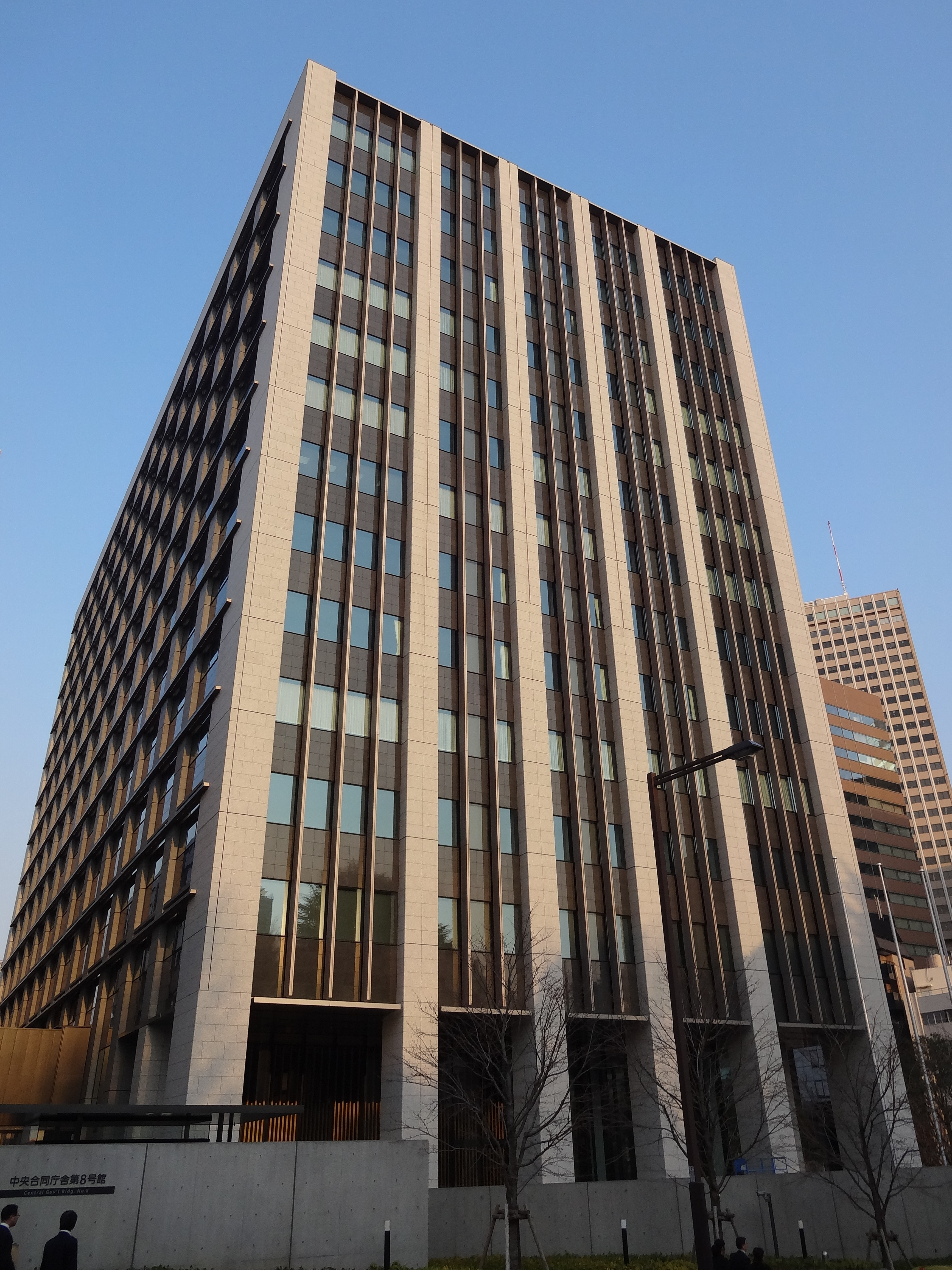
事務局（内閣府科学技術・イノベーション推進事務局）が所在する中央合同庁舎第8号館

ロゴには五三の桐紋が用いられている。

総合科学技術・イノベーション会議（そうごうかがくぎじゅつ・イノベーションかいぎ、英語: Council for Science, Technology and Innovation、略称: CSTI）は、内閣府に設置される「重要政策に関する会議」のひとつである。内閣総理大臣、科学技術政策担当大臣のリーダーシップの下、各省より一段高い立場から、総合的・基本的な科学技術・イノベーション政策の企画立案及び総合調整を行う役目を担っている。

## 概要
内閣総理大臣及び国務大臣と有識者の議場として、日本全体の科学技術を俯瞰し、各省より一段高い立場から、総合的・基本的な科学技術政策の企画立案及び総合調整を行うことを目的とする。会議の議長は内閣総理大臣。会議の議員定数（議長を除く）は14人以内で関係閣僚・官吏のほか民間の有識者から内閣総理大臣が任命（有識者議員）するが、当該民間からの任命には衆議院・参議院両方の同意を必要とする（国会同意人事）。
総合科学技術・イノベーション会議のロゴには、日本政府の紋章でもある桐紋のひとつ、五三桐が用いられている。

## 所掌事務
内閣府設置法第26条において、以下の所掌事務が定められている。
- 内閣総理大臣の諮問に応じて科学技術の総合的かつ計画的な振興を図るための基本的な政策について調査審議すること。
- 内閣総理大臣又は関係各大臣の諮問に応じて科学技術に関する予算、人材その他の科学技術の振興に必要な資源の配分の方針その他科学技術の振興に関する重要事項について調査審議すること。
- 科学技術に関する大規模な研究開発その他の国家的に重要な研究開発について評価を行うこと。
- 内閣総理大臣の諮問に応じて研究開発の成果の実用化によるイノベーションの創出の促進を図るための環境の総合的な整備に関する重要事項について調査審議すること。
- 関係各大臣に意見を述べること。

### 答申
- 諮問第1号「科学技術に関する総合戦略について」に対する答申　2001年（平成13年）3月22日
- 諮問第2号「国の研究開発評価に関する大綱的指針について」に対する答申　2001年（平成13年）11月28日
- 諮問第3号「ヒトES細胞の樹立及び使用に関する指針について」に対する答申　2001年（平成13年）8月30日
- 諮問第4号「特定胚の取扱いに関する指針について」に対する答申　2001年（平成13年）11月28日
- 諮問第5号「科学技術に関する基本政策について」に対する答申　2005年（平成17年）12月27日
- 諮問第6号「ヒトES細胞の樹立及び使用に関する指針の改正について」に対する答申　2006年（平成18年）11月12日
- 諮問第7号「特定胚の取扱いに関する指針の改正について」に対する答申　2009年（平成21年）4月21日
- 諮問第8号「ヒトES細胞の樹立及び使用に関する指針の改正について」に対する答申　2009年（平成21年）4月21日
- 諮問第9号「ヒトES細胞の樹立及び分配に関する指針について」に対する答申　2009年（平成21年）7月24日
- 諮問第10号「ヒトES細胞の使用に関する指針について」に対する答申　2009年（平成21年）7月24日
- 諮問第11号「科学技術に関する基本政策について」に対する答申　2010年（平成22年）12月24日
- 諮問第12号「ヒトES細胞の使用に関する指針の改正について」に対する答申　2010年（平成22年）4月27日
- 諮問第13号「ヒトES細胞の樹立及び分配に関する指針の改正について」に対する答申　2010年（平成22年）4月27日
- 諮問第14号「科学技術イノベーション総合戦略について」に対する答申　2013年（平成25年）6月6日

以下は科学技術・イノベーション基本計画に関連した（改組後の）答申である：
- 諮問第５号「科学技術基本計画について」に対する答申　2015年12月
- 諮問第８号「科学技術イノベーション総合戦略2016について」に対する答申　2016年5月
- 諮問第15号「科学技術イノベーション総合戦略2017について」に対する答申　2017年6月
- 諮問第17号「統合イノベーション戦略について」 に対する答申　2018年6月

- 諮問第21号「科学技術基本計画について」に対する答申　2021年3月16日（※諮問は2019年）

- 諮問第22号「統合イノベーション戦略２０１９について」に対する答申　2019年6月
- 諮問第24号「統合イノベーション戦略２０２０について」に対する答申　2020年7月
- 諮問第28号「統合イノベーション戦略2021について」に対する答申　2021年6月
- 諮問第30号「統合イノベーション戦略2022について」に対する答申　2022年6月
- 諮問第38号「統合イノベーション戦略２０２３について」に対する答申　2023年

### 決定・意見具申
- 「ゲノムネットワーク研究」について　2003年（平成15年）11月25日
- 知的財産戦略について　2004年（平成16年）5月26日
- ヒト胚の取扱いに関する基本的考え方について　2004年（平成16年）7月23日
- 我が国における宇宙開発利用の基本戦略　2004年（平成16年）9月9日
- 「地球観測の推進戦略」について　2004年（平成16年）12月27日

## 構成員
- 議長 
  - 石破茂 - 内閣総理大臣
- 閣僚
  - 林芳正 - 内閣官房長官
  - 城内実 - 科学技術政策担当大臣
  - 村上誠一郎 - 総務大臣
  - 加藤勝信 - 財務大臣
  - 阿部俊子 - 文部科学大臣
  - 武藤容治 - 経済産業大臣
- 有識者

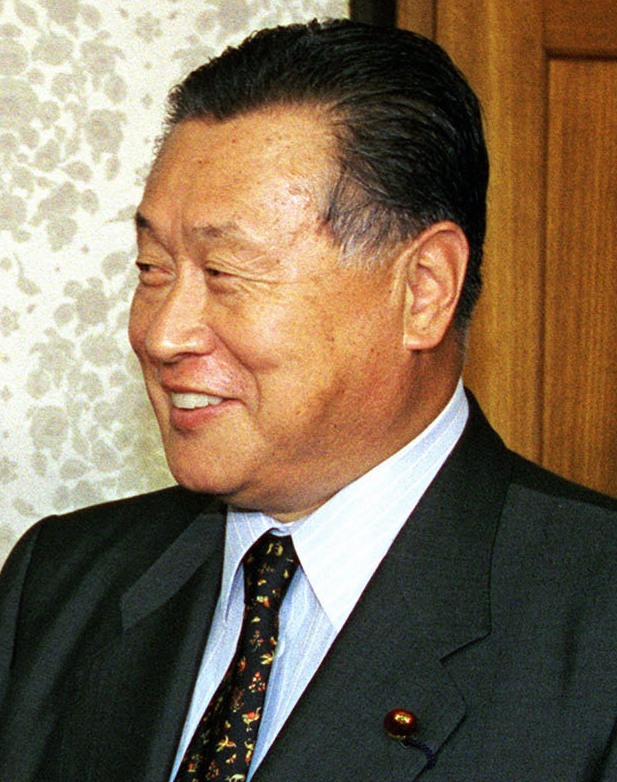
初代議長
森喜朗

  - 上山隆大（常勤議員） - 元政策研究大学院大学教授・副学長[3]
  - 伊藤公平 - 慶應義塾長、慶應義塾大学理工学部教授、日本学術会議会員、日本私立大学連盟常務理事
  - 梶原ゆみ子 - 元富士通株式会社執行役員EVP CSO（英語版）[4]
  - 佐藤康博 – みずほフィナンシャルグループ特別顧問、日本経済団体連合会副会長
  - 篠原弘道 - 日本電信電話株式会社相談役、日本経済団体連合会副会長・デジタルエコノミー推進委員会委員長[3]
  - 菅裕明 – 東京大学大学院理学系研究科化学専攻教授、東京大学先端科学技術研究センター教授、日本学術会議会員、ミラバイオロジクス株式会社取締役
  - 波多野睦子 – 東京工業大学工学院電気電子系教授、東京工業大学学長特別補佐、量子科学技術研究開発機構量子ビーム科学部門研究統括、応用物理学会代表理事・会長、日本学術会議連携会員
- 関係機関の長
  - 光石衛 - 日本学術会議会長

（2024年4月1日現在）
（注記）
1. 内閣総理大臣が外遊その他で参席できないときは、科学技術政策担当大臣が議長代理を務める。ただし、科学技術政策担当大臣が置かれていないときは内閣官房長官が務める。（内閣府設置法第28条）
2. 議長は必要があると認めるときには、上記に掲げる議員である国務大臣以外の国務大臣を特定議案に限って議員として参加させることができる。（内閣府設置法第29条）
過去には、外務大臣、厚生労働大臣、農林水産大臣、国土交通大臣、環境大臣、防衛庁長官、経済財政政策担当大臣、防災担当大臣、構造改革特区担当大臣、少子化対策担当大臣、IT担当大臣などが会議に参加している。
3. 有識者議員の任期は3年である。ただし、再任を妨げない。（内閣府設置法第31条）

## 設置根拠
総合科学技術・イノベーション会議は内閣府設置法第18条を設置根拠とする。第18条に基づくことから本会議は重要政策に関する会議の1つとなっている。

## 歴史
科学技術会議を前身とする。
2001年（平成13年）1月6日、内閣府設置法（平成11年法律第89号）に基づき、「総合科学技術会議」として設置された。
内閣府設置法の一部を改正する法律(平成26年法律第31号)の施行により2014年5月19日に現在の「総合科学技術・イノベーション会議」へ改組されるとともに、科学技術政策に関する司令塔機能の一層の強化がなされた。

## 科学技術政策フェロー
- 内閣府には、専門的な知識経験に基づき、科学技術イノベーションに関する専門的事項の調査・分析及び施策の推進に係る企画及び立案に従事する科学技術政策フェローが若干名おり、同会議及び事務局と協同している[7]。なお、調査官や調査員とは別格のものである。

## 産学官連携功労者表彰と日本オープンイノベーション大賞
- 企業や大学などの公的研究機関が連携した科学技術イノベーション活動において、顕著な功績があったと認められる個人または、団体に対して産学官連携功労者表彰を実施している。同会議及び政策統括官（科学技術・イノベーション担当）が取りまとめを行い、内閣総理大臣賞をはじめ、各大臣賞、主催者団体会長賞を表彰する、産学官連携分野では規模と栄誉が極めて大きい表彰である。また、複数のノーベル賞受賞者や文化勲章などの授与者らが、受賞・授与前に表彰されており、科学技術・イノベーション分野においても大きな価値がある表彰となっている[8]。日本オープンイノベーション大賞のロゴマーク

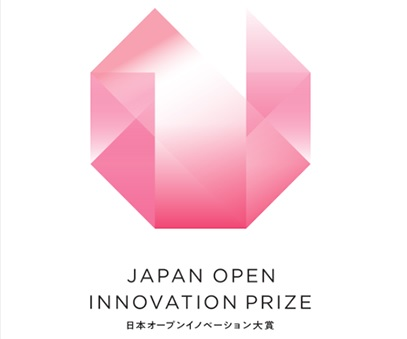
日本オープンイノベーション大賞のロゴマーク

- 2018年度より、産学官連携功労者表彰をリニューアルし、日本オープンイノベーション大賞を創設。オープンイノベーションの取組で、模範となるようなもの、社会インパクトの大きいもの、持続可能性のあるものを表彰している。なお、既に成果が出た取組のみならず、成果を上げつつある進行中の取組についても対象としている。2019年度にはスポーツ庁長官賞が加わっている。

## 事務局
- 内閣府科学技術・イノベーション推進事務局が、総合科学技術・イノベーション会議の事務局機能を果たす。